# Albano Jerónimo
Albano Jerónimo est un acteur portugais, né le 30 juin 1979 à Vila Franca de Xira (Portugal).

## Biographie

### Jeunesse
Albano Jerónimo naît le 30 juin 1979 dans la paroisse civile d'Alhandra, en région de Lisbonne.
À 15 ans, il commence le théâtre en tant qu'amateur, avant de s'inscrire à l'école supérieure de théâtre et de cinéma de l'institut polytechnique de Lisbonne, et participer à la compagnie de théâtre « Casa Conveniente », à 21 ans.

### Carrière
En fin décembre 2001, Albano Jerónimo apparaît pour la première fois à la télévision, incarnant le paramédical dans le treizième épisode de la série O Espírito da Lei. Il poursuit sa carrière entre courts métrages et séries télévisées.
En 2003, il est engagé dans son premier long métrage Antes que o Tempo Mude de Luís Fonseca, puis avec José Fonseca e Costa dans O Fascínio.
En 2010, il joue le comte de Santa Barbara dans le drame historique Mystères de Lisbonne (Mistérios de Lisboa) de Raoul Ruiz, inspiré du roman éponyme de l'écrivain portugais Camilo Castelo Branco (1825-1890).
En 2012, il joue l'abbé dans le film historique Les Lignes de Wellington (As linhas de Torres Vedras) de Valeria Sarmiento, évoquant les invasions françaises au Portugal.
En décembre 2017, les téléspectateurs américains découvrent un nouveau visage dans la cinquième saison de la série Vikings, créée par Michael Hirst pour la chaîne History, où il endosse les costumes, pesant près de 15 kilos, d'Euphemius, le commandant byzantin des lieux.
En 2018, le réalisateur Tiago Guedes, en pleine audition, l'invite en compagnie d'un petit groupe de volontaires pour lire quelques textes et surtout « les sentir un peu plus » : il est « un choix direct et immédiat dès la première lecture » afin d'incarner le personnage de João Fernandes dans son film historique Le Domaine (A Herdade), pour lequel il a dû prendre 12 kilos de plus.
En avril 2022, on révèle son nom, avec d'autres acteurs Nuno Lopes, Isabel Abreu, João Pedro Vaz, Gonçalo Waddington et Leonor Vasconcelos, dans le film dramatique Traces (Restos do Vento) de Tiago Guedes,, où il tient le rôle principal, celui du fou du village accompagné de chiens errants.

### Vie privée
Albano Jerónimo a vécu avec l'actrice Cláudia Chéu, pendant 10 ans, dont il a une fille Francisca Jerónimo (née en 2012). En février 2022, il révèle, à l'exception de la Saint-Valentin, une photo de son amour, Francisca Van Zeller, avec qui il partage à nouveau la vie depuis octobre 2019, tout en gardant ses moments d'intimité.

## Filmographie sélective

### Longs métrages
- 2003 : Antes que o Tempo Mude de Luís Fonseca
- 2010 : Mystères de Lisbonne (Mistérios de Lisboa) de Raoul Ruiz : le comte de Santa Barbara
- 2012 : Les Lignes de Wellington (As linhas de Torres Vedras) de Valeria Sarmiento : l'abbé
- 2018 : Le Grand Cirque mystique (O Grande Circo Místico) de Carlos Diegues : le lion Tamer
- 2019 : Le Domaine (A Herdade) de Tiago Guedes : João Fernandes
- 2020 : L'Ordre moral (Ordem Moral) de Mário Barroso : Cicero
- 2022 : L'Enfant de Marguerite de Hillerin et Félix Dutilloy-Liégeois : Afonso
- 2022 : Traces (Restos do Vento) de Tiago Guedes : Laureano

### Séries télévisées
- 2001 : O Espírito da Lei : le paramédical (saison 1, épisode 13 : Corações ao alto)[4]
- 2010 : Mystères de Lisbonne (Mistérios de Lisboa) : le comte de Santa Barbara (mini-série, 2 épisodes)
- 2017-2018 : Pour l'amour de Louisa (Paixão) : Miguel Guerreiro (320 épisodes)
- 2017-2018 : Vikings : Euphemius (3 épisodes)
- 2020 : Le Domaine (A Herdade)  : João Fernandes (mini-série, 4 épisodes)
- 2021 : The One : Matheus Silva (8 épisodes)
- 2021 : Glória : Dassaev (2 épisodes)
- 2023 : Pêche interdite : Arruba (7 épisodes)